# La famiglia Barrett
La famiglia Barrett (The Barretts of Wimpole Street) è un film in costume del 1934, diretto da Sidney Franklin.
Tratto dalla commedia di grande successo di Rudolf Besier, è la biografia romanzata di Elizabeth Barrett Browning e Robert Browning.
Nel 1957, il regista Sidney Franklyn ne fece un remake che in Italia fu distribuito con il titolo Il grande amore di Elisabetta Barrett. Il film, che aveva in originale lo stesso titolo inglese del film del 1934, The Barretts of Wimpole Street, era interpretato da Jennifer Jones.

## Produzione
Il film fu prodotto da Irving Thalberg - il cui nome, come in quasi tutti i film da lui prodotti, non appare nei crediti - per la Metro-Goldwyn-Mayer.

## Distribuzione
Distribuito dalla Metro-Goldwyn-Mayer, il film uscì in prima il 21 settembre 1934 a Pittsburgh, in Pennsylvania e, in contemporanea, nelle sale cinematografiche statunitensi con il titolo originale The Barretts of Wimpole Street.